# 丁丁在苏联
《丁丁在蘇聯》（法文：Tintin au Pays des Soviets），是漫畫《丁丁歷險記》中的第一本。作者艾爾吉。於1929年開始在艾爾吉就職的比利時《二十世紀報》上連載。第一次出版於1930年。此書的資料來源和主要場景全部來自約瑟夫·杜耶（前比利時駐頓河畔羅斯托夫領事）的著作《面紗後的莫斯科》。1942年開始，艾爾吉本人開始重新绘制《丁丁歷險記》系列，但卻未包括本集。丁丁在蘇聯一書是丁丁歷險記系列中，唯一一部未改為彩色出版的畫冊。1973年，面對盜版的泛濫，艾爾吉同意再版該書。1981年，該書的真跡復制品出版。
由於該書含有反共色彩，因此迄今未能在中國大陸及港澳地區翻譯出版。

## 故事
丁丁作為一名報社記者被派往蘇聯，他被蘇聯敵視，并被試圖除掉。故事當中，丁丁進行了大量揭露共產主義真相的調查採訪，如揭示「波特金」工廠的真相，共產黨統治下的選舉等。最終丁丁平安的回到了布魯塞爾，并受到了英雄般的歡迎。

## 外部連結
- Tintin in the Land of the Soviets（页面存档备份，存于） at Tintinologist.org